# Збітнєв Юрій Іванович
Юрій Іванович Збітнєв (25 жовтня 1963, Сміла) — український політик, державний і громадський діяч, конституціоналіст. Обіймав посаду голови виконкому Цивільного Конституційного Конгресу, Також був головою Всеукраїнської політичної партії «Нова сила».

## Життєпис
Народився 25 жовтня 1963 року у м. Смілі (Черкаська область). Все своє дитинство провів на Житомирщині, де закінчив середню школу № 2 у м. Радомишлі. У 1986 році закінчив Івано-Франківський медичний інститут, за фахом — лікар-анестезіолог-реаніматолог. Згодом отримав фах юриста у Харківській юридичній академії.
З 1986 — лікар-інтерн в Івано-Франківській обласній клінічній лікарні. З 1987 року працював лікарем анестезіологом-реаніматологом  у 2-й лікарні м. Києва.
У 1990 році був обраний народним депутатом України у Гагарінському окрузі № 4 (м. Київ), де одночасно з депутатським мандатом обіймав посаду заступника голови парламентської комісії у справах молоді. Брав участь у підготовці низки законопроєктів з питань державного будівництва, соціальної політики, охорони здоров'я, державних програм із працевлаштування, створення нових робочих місць. із перших днів роботи Верховної Ради України входить до опозиційної Народної Ради.
Один з авторів Декларації про державний суверенітет України.[джерело?]
З жовтня 1991 по 1994 рік — очолював Фонд соціальної адаптації молоді. Фонд розробив ряд цільових програм спрямованих на реалізацію ювенального законодавства в галузі освіти, створення нових робочих місць, зайнятості та молодіжного будівництва.
З 1991 року — у лавах Соціал-демократичної партії України, у травні 1992 року обраний головою СДПУ. Вперше після 40-річної перерви репрезентував українську соціал-демократію на Всесвітньому конгресі Соцінтерну (Берлін, 1992) та інших європейських країнах.
У січні 1995 року за його ініціативою було розпочато процедуру об'єднання політичних партій, а саме Партії прав людини (Василя Онопенка), Української партії справедливості (М. Гречка) — в одну об'єднану Соціал-демократичну партію СДПУ(О). Ця подія трапилася вперше в політичній історії  незалежної України. Незважаючи на те, що до 1999 року він залишався членом СДПУ(О) та навіть зробив спробу балотуватися в народні депутати за її списком (1998), де займав 49 місце, проте невдало, він ще в 1996 році залишив усі партійні посади. Після невдалих виборів залишив партію через ідеологічні протиріччя з іншими її членами.
З серпня 1994-1995 роки — був радником прем'єр-міністра (Віталія Масола), з 1995-2000 роки — очолював комісію з питань іпотечного кредитування при Президенті України а також організатор і засновник численних громадських організацій, серед яких — Фонд сприяння молодіжному будівництву, Асоціація виробників інфузійних розчинів, Фонд соціальної адаптації молоді, Союз платників податків та інші. У 1995-1997 рр. — був також віце-президентом Української асоціації Євро-Атлантичного співробітництва. Учасник конференцій із безпеки і співробітництва в Москві, Брюсселі, Лондоні і Вашингтоні.
З 1997 по 2000 рік обіймав посаду президента компанії «Єврогаз».
У 1999 році виступив організатором партії «Молода Україна».
У 2000 році очолив Всеукраїнську асоціацію виробників інфузійних розчинів, у 2001-2004 роках працював на керівних посадах у Київській міжнародній фондовій біржі.
2002 року був помічений як прихильник громадсько-політичного проєкту «Спільна Дія».
У грудні 2002 року повернувся до політики, очоливши партію «Нова сила». Від партії балотувався на посаду президента на виборах 2004 року. Здобув 0,05 % (14-е місце серед 24 претендентів).
Очолив список «Нової сили» на парламентських виборах у 2006 році, проте партія не подолала 3-відсотковий бар'єр. Ідеологією партії був національний солідаризм. Партія активно підтримувала діяльність громадських організацій, ЗМІ правого і правоцентристського напрямку, культурологічні та молодіжні ініціативи.
Один із перших політиків України порушив питання про прийняття нової Конституції України через механізм Конституційних зборів як єдиного інструменту прямої демократії, здатного забезпечити швидкі й ефективні реформи в країні. Публічно відмежувався і бойкотував позачергові вибори до Верховної Ради України у 2007 році. 
В серпні 2007 року створив оргкомітет зі скликання Суверенних конституційних зборів України.
У 2009 році разом із військовими та ветеранами спеціальних служб закликав до введення надзвичайного стану і перенесення президентських виборів у зв'язку із загрозою демократії в Україні.
У 2008-2011 роках брав участь в організації численних протестних акцій і рухів, у тому числі протестів представників малого та середнього бізнесу, ліквідаторів аварії на ЧАЕС, ветеранів та українських профспілок.
11 листопада 2011 року від імені сотень громадських організацій України був обраний головою виконкому Цивільного Конституційного Конгресу.

## Кримінальне провадження
27 січня 2024 року Юрію Збітнєву було вручено підозру як одному з причетних до розкрадання майже 1,5 млрд грн на мінометних пострілах.

## Персональні дані
Переконання: поміркований традиціоналіст. Прихильник сильної держави.
Віросповідання: Православний.
Займався благодійною та видавничою діяльністю (журнали «Нові Медичні Технології», «Перехід IV» тощо).
Автор численних публікацій та книжок, у тому числі: «Біла книга України або Вашингтонський консенсус в дії» (2003), «Знак зодіаку» (2005), «Конституційна асамблея або право на повстання» (2011).
Захоплення: література, подорожі, більярд, кінний спорт.

## Сім'я
Розлучений. Має доньку.

## Нагороди
- Орден Св. архістратига Михаїла (1999).[джерело?]